# Nuoto ai Giochi della VII Olimpiade - Staffetta 4x100 metri stile libero femminile
La Staffetta 4x100 metri stile libero femminile dei Giochi di Anversa 1920 venne disputata in un unico turno il 29 agosto.
Le squadre partecipanti furono solo tre (per un totale di 12 nuotatrici partecipanti), per cui tutte salirono sul podio.
Gli Stati Uniti, schierando le quattro atlete medagliate nelle due gare individuali (Margaret Woodbridge, Frances Schroth, Irene Guest ed Ethelda Bleibtrey), vinsero la gara agevolmente e stabilendo un nuovo primato mondiale, imponendo un distacco di oltre 25 secondi alla Gran Bretagna, argento, e oltre 30 alla Svezia, bronzo.

## Risultati
| Pos.    | Nazione       | Atleti                                                            | Tempo  | Note            |
| ------- | ------------- | ----------------------------------------------------------------- | ------ | --------------- |
| Oro     | Stati Uniti   | Margaret Woodbridge Frances Schroth Irene Guest Ethelda Bleibtrey | 5'11"6 | Record mondiale |
| Argento | Gran Bretagna | Hilda James Connie Jeans Charlotte Radcliffe Grace McKenzie       | 5'40"8 |                 |
| Bronzo  | Svezia        | Aina Berg Emy Machnow Carin Nilsson Jane Gylling                  | 5'43"6 |                 |